# Hackers
Hackers nezávislá videohra z roku 2016. Vytvořilo ji studio Trickster Arts. Jedná se o strategii pro více hráčů určenou pro iOS a Android. Hra byla přirovnána k titulu Uplink.

## Hratelnost
Hráč je hackerem bojujícím v první světové kyberválce. Hráč si vytváří svojí 3D síť a nabourává se do systémů po celém světě. Může zkoumat nové programy, nabourávat se do cizích sítí, aby získal reputaci, či nové zdroje. Může tak bojovat proti cizím zemím. Hra obsahuje přes 70 příběhovývh úrovní. Hráč může napadat i sítě vytvořené dalšími hráči.